# Manoir de Bykovo
Pour les articles homonymes, voir Bykovo.
Le manoir de Bykovo (Усадьба Быко́во) (parfois Marino, Ма́рьино) est un manoir en Russie à Bykov dans les environs de Moscou. Il est construit selon les plans de Vassili Bajenov et Matveï Kazakov avec un réaménagement de Bernhard Simon. Le manoir est entouré d'un parc de 30 hectares.

## Histoire
Ce manoir a été la propriété de grandes familles aristocratiques russes. La première mention du village de Bykovo date d'un testament de Dimitri Donskoï établi avant la bataille de Koulikovo. D'autres sources datent d'Ivan le Terrible après la prise de Kazan.

### Période des Vorontsov

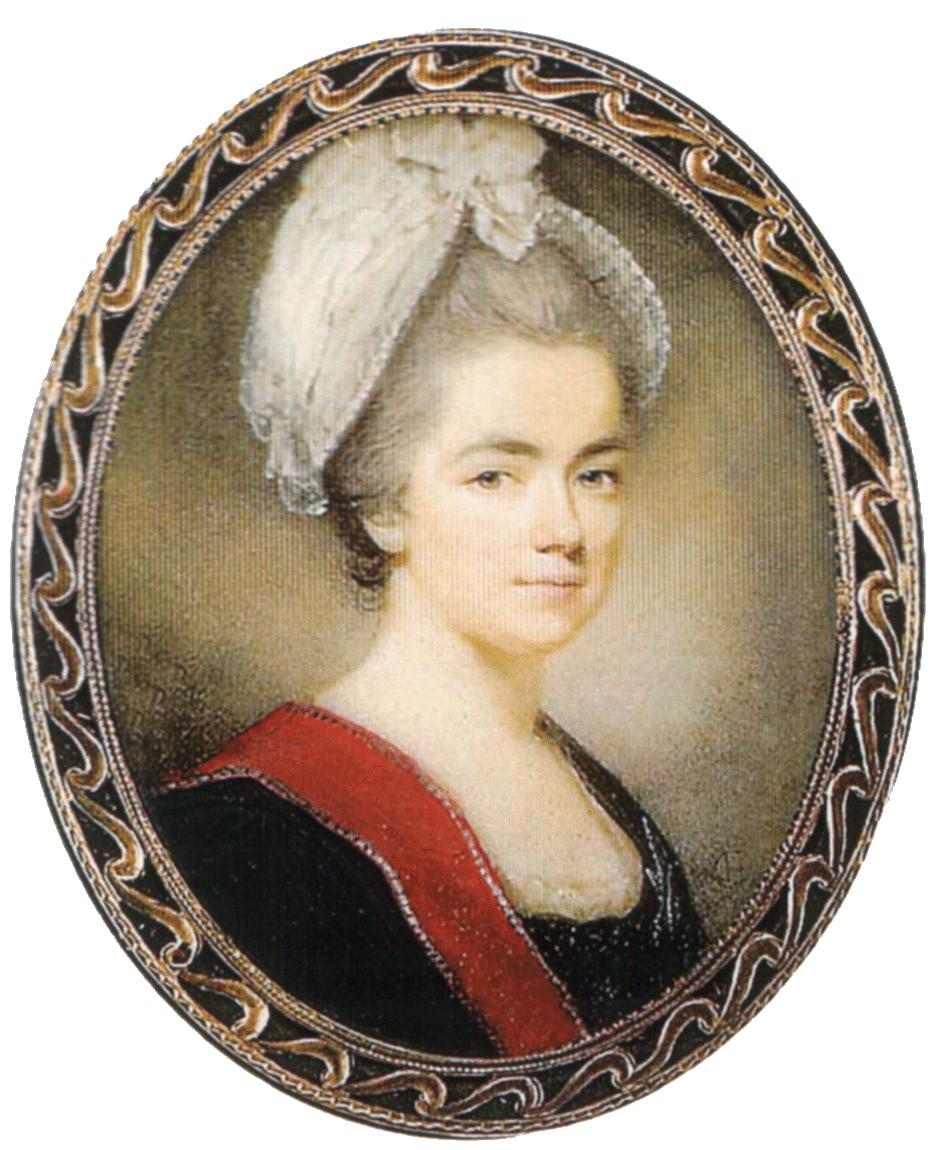
Portrait de la princesse Dachkoff, amie de la Grande Catherine, par O. Humphrey (1770, musée de l'Ermitage).

Le voïevode Illarion Vorontsov reçoit ce domaine de Pierre le Grand pour services rendus, puis le domaine passe aux Vorontsov-Dachkov jusqu'au milieu du XVIIIe siècle. La fameuse mémorialiste, la princesse Dachkoff (née Vorontsova), Mikhaïl Illarionovitch Vorontsov et Ivan Illarionovitch Vorontsov et d'autres membres de cette famille de premier plan comptent dans ses propriétaires.

### Période des Izmaïlov
Dans les années 1760, les Vorontsov tombent en disgrâce et les terres de Bykovo passent au général Mikhaïl Izmaïlov, participant de la révolte de palais de 1762 et gouverneur militaire de Moscou. Le manoir est reconstruit entièrement; les travaux durent des années. Le choix du général se porte sur un architecte participant à la construction de l'ensemble de Tsaritsyno : Vassili Bajenov, cependant les documents d'origine n'ayant pas été conservés il n'y a pas de preuve écrite de sa participation au projet de Bykovo. Il est connu que le projet d'origine de Tsaritsyno n'a pas plu à l'impératrice Catherine II qui ordonne de faire cesser les travaux et d'éloigner Bajenov de la cour, soupçonné d'être trop proche du tzarévitch Paul, hostile à sa mère. En conséquence, d'autre projets de Bajenov sont eux aussi stoppés - y compris Bykovo.
Le manoir prend forme toutefois, la maison de maître est en pierre, le pavillon de l'Ermitage (disparu) est élevé, ainsi que l'église Notre-Dame-de-Vladimir, le tout dans un ensemble paysager à l'anglaise avec des gloriettes, des statues, un théâtre de verdure, etc. De plus, l'on construit des communs, un pavillon pour l'intendant, de grandes écuries, une forge, une ferme, une orangerie. L'ensemble mélange le néoclassicisme, le style Louis XVI et le pseudogothique romantique dont la mode commence à peine,.
L'un des édifices de l'ensemble est la pavillon de l'Ermitage (disparu) que l'historien de l'art Alexeï Gretch (1899-1938) décrit ainsi: « L'Ermitage est un petit bâtiment d'un étage avec des murs partagés par des pilastres, avec des fenêtres élégantes encadrées et une frise avec guirlande sculpturale. Cela représente une de ces structures, assez rares dans les domaines [aristocratiques russes], remontant à l'académisme français du XVIIIe siècle dans sa version élégante et gracieuse, dite de style Louis XVI. »
L'on ne sait pas à quoi ressemblait la maison principale du domaine sous Izmaïlov, bien que certaines de ses structures soient incluses dans le palais actuel. Rien n'a survécu de la décoration de ses intérieurs, pour laquelle en 1797 Izmaïlov a engagé un célèbre décorateur de l'époque, Giovanni Battista Scotti.

#### L'église Notre-Dame-de-Vladimir

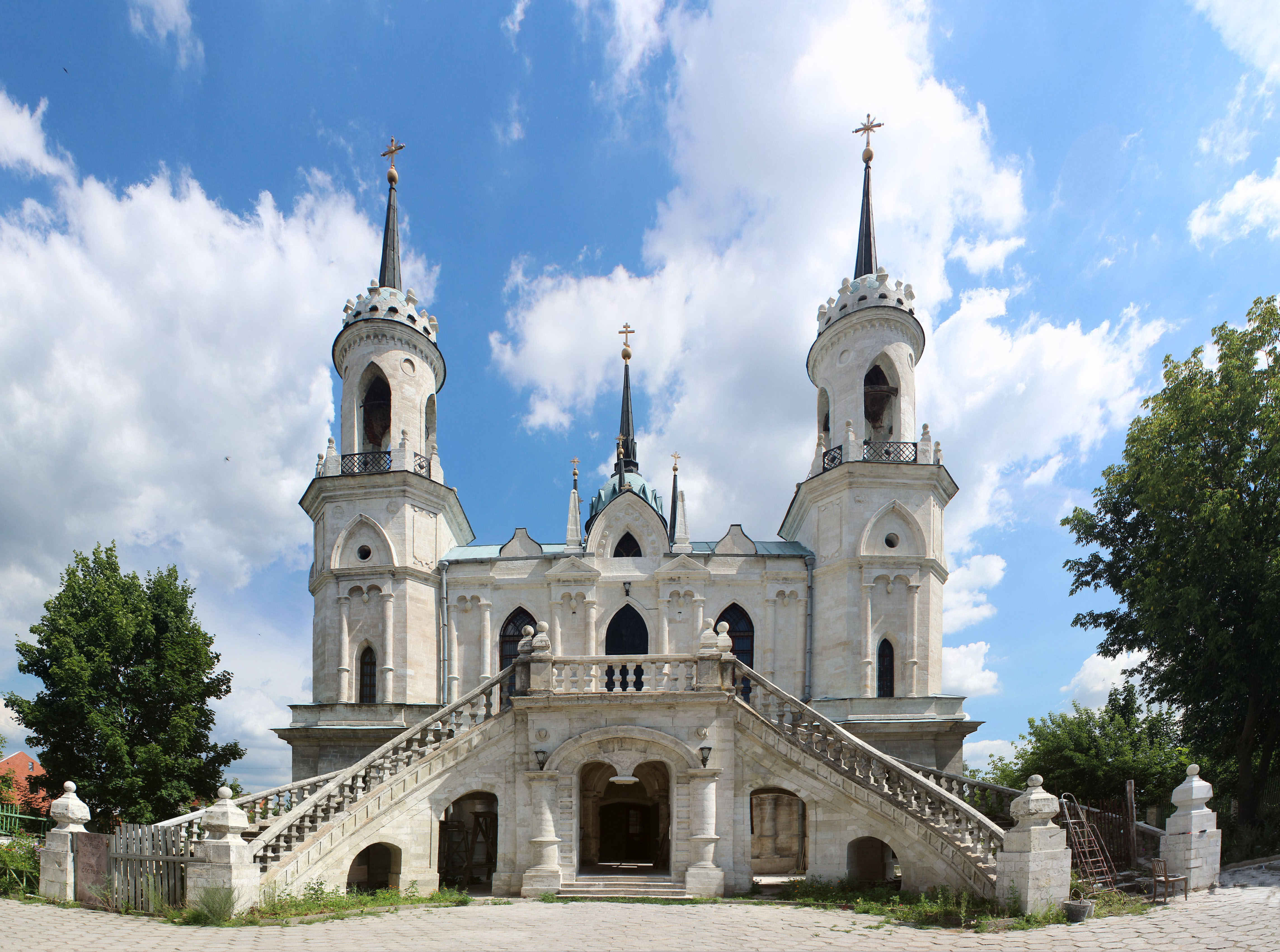
L'église Notre-Dame-de-Vladimir de Bykovo (1789).

Le général Izmaïlovo était l'heureux époux de Maria Alexandrovna Narychkina, d'une grande famille apparentée aux Romanov et petite-nièce de l'impératrice Élisabeth. C'est en l'honneur de son épouse que le domaine porte en second nom, celui de Marino. Elle meurt en 1780 et le général fait ériger l'église en son souvenir. Les plans sont de Vassili Bajenov, mais c'est Matveï Kazakov qui assure la construction avec des modifications. Sur la façade de l'église, l'architecte a placé des bas-reliefs représentant les défunts propriétaires Mikhaïl Mikhaïlovitch et Maria Alexandrovna.

### Retour aux Vorontsov

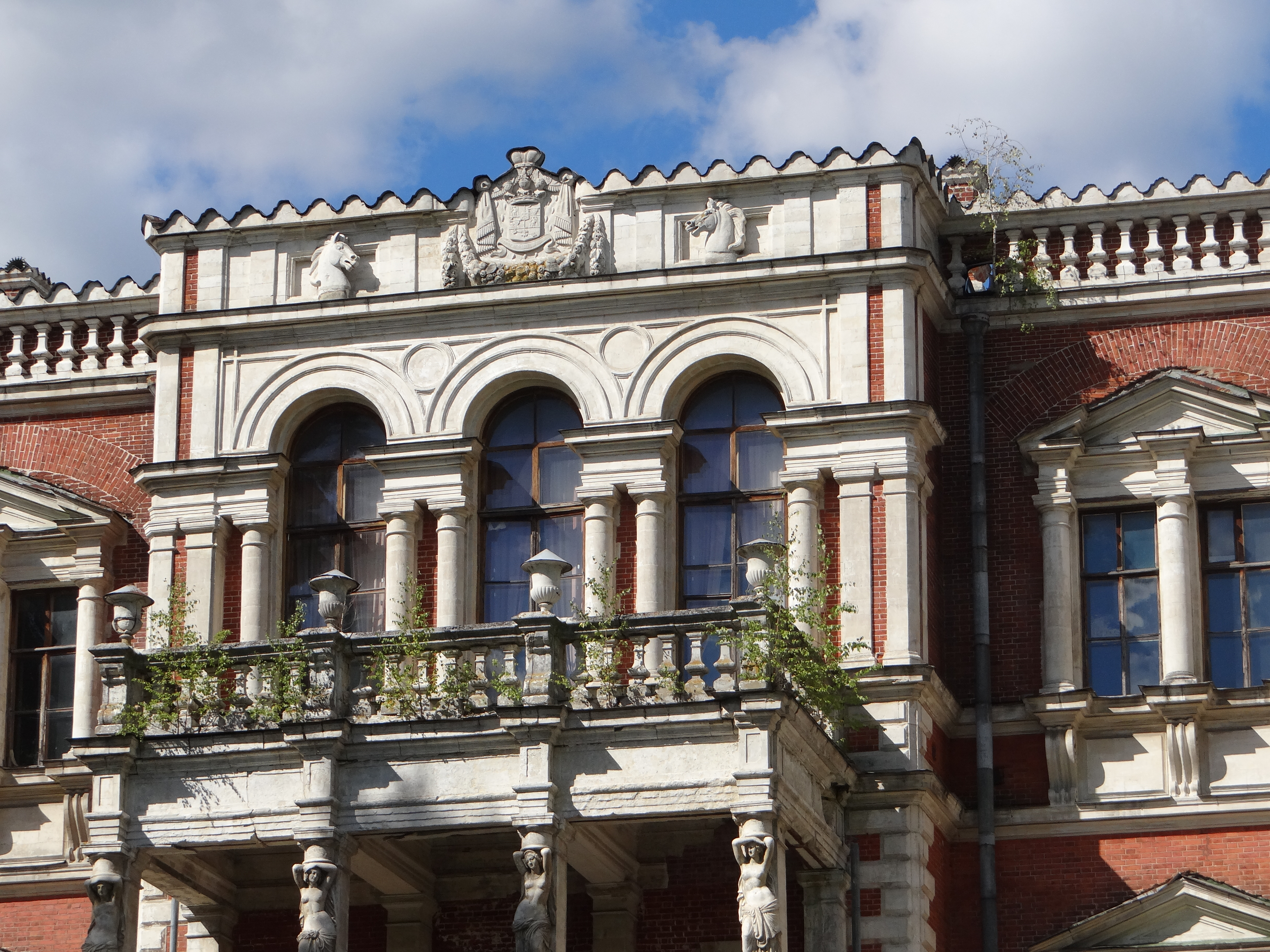
Balcon du manoir des Vorontsov-Dachkov.

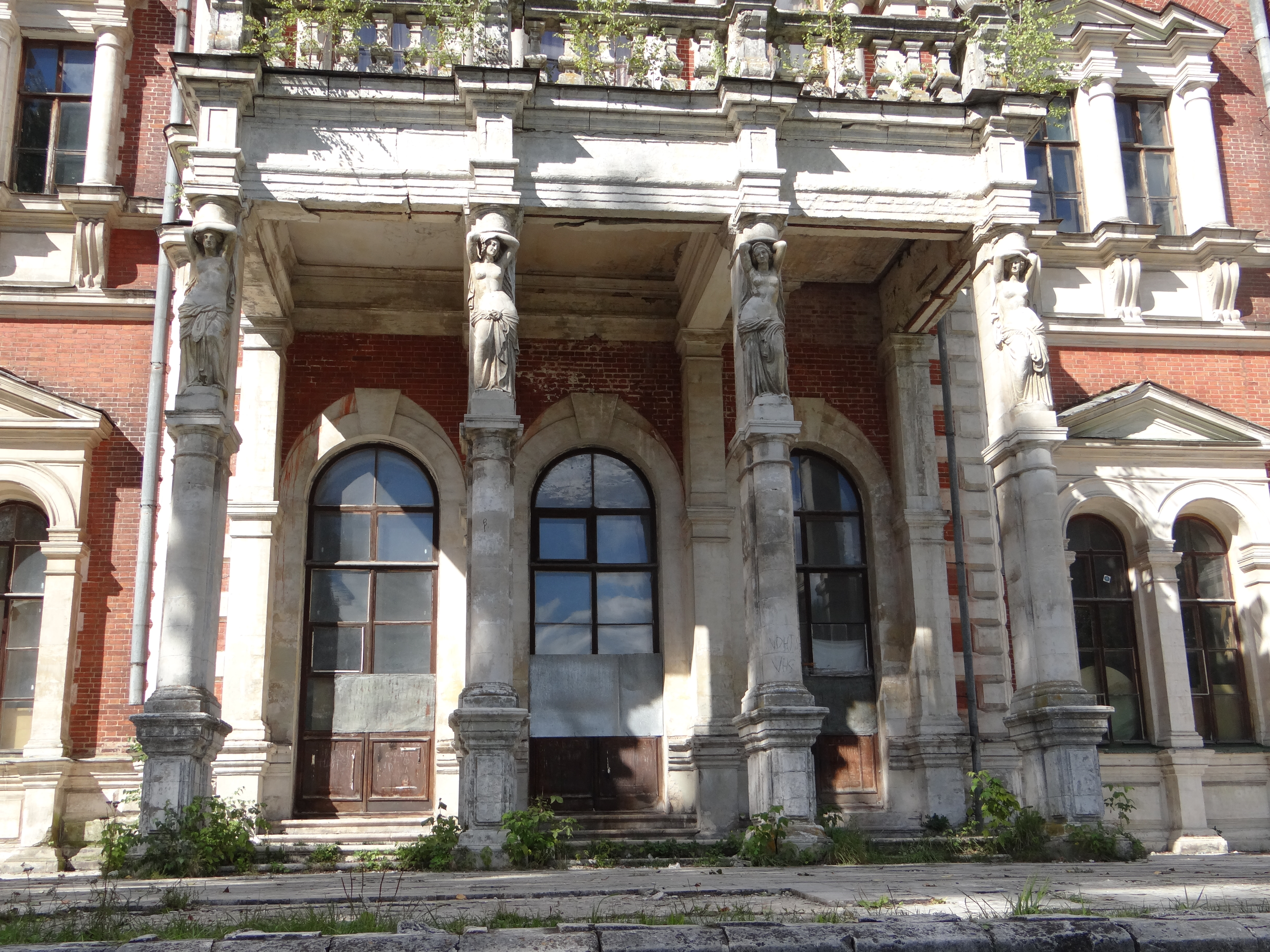
Entrée d'honneur, vue de la rivière Bykovka.

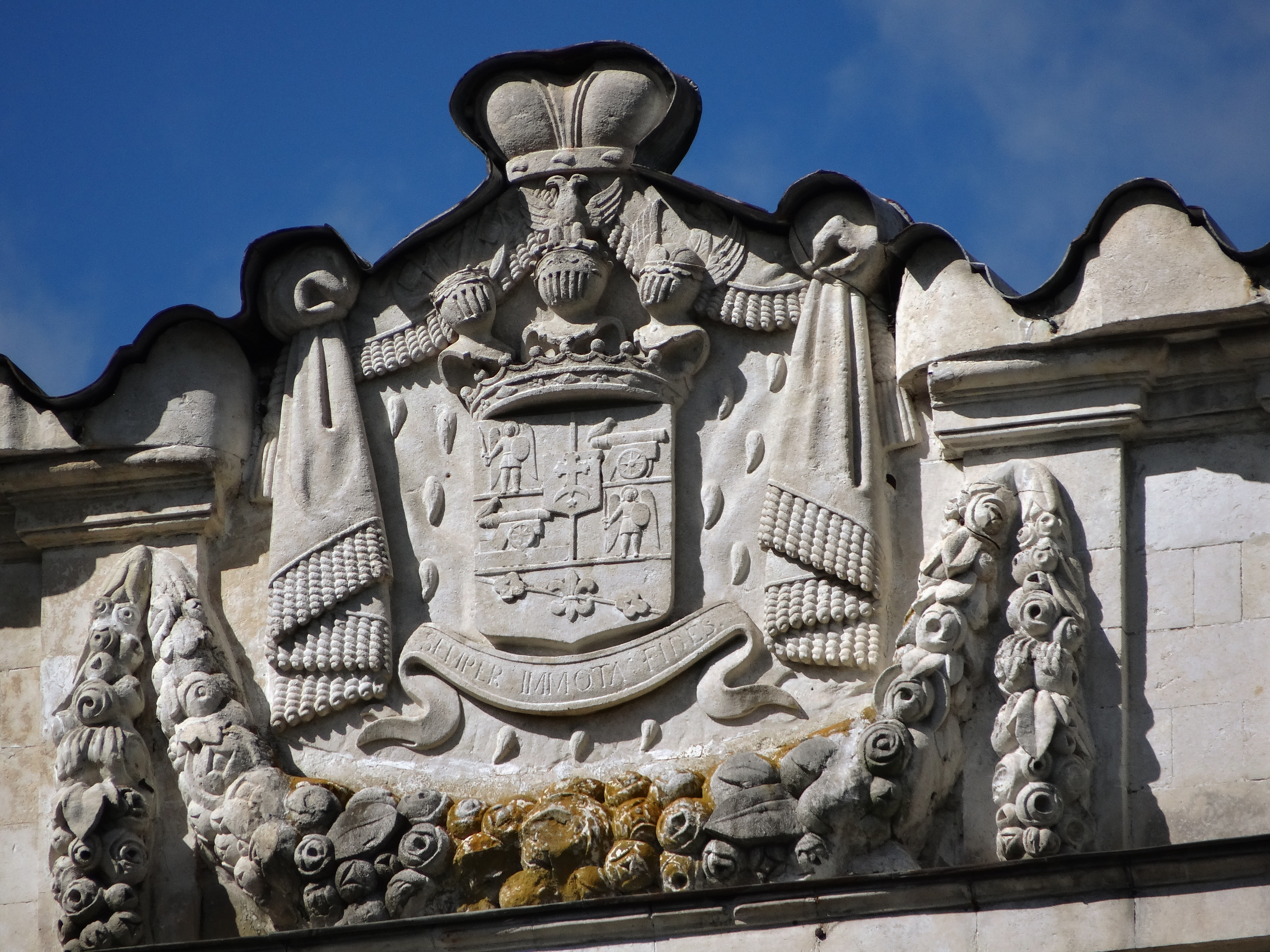
Armes des Vorontsov-Dachkov (vue à partir de la rivière Bykovka).

Le général Izmaïlov ne laisse pas d'héritier mâle et après sa mort le domaine passe à sa nièce et filleule, Irina, épouse d'Illarion Ivanovitch Vorontsov (1760-1790); faisant ainsi passer de nouveau ce domaine à cette famille. À partir de 1800, son propriétaire est le fameux diplomate Ivan Illarionovitch Vorontsov (1790-1854), déjà propriétaire du domaine d'Andreïevskoïe. C'est lui qui obtient ensuite d'Alexandre Ier la permission de porter le nom de Vorontsov-Dachkov comme le désirait sa tante, la princesse Dachkoff. 

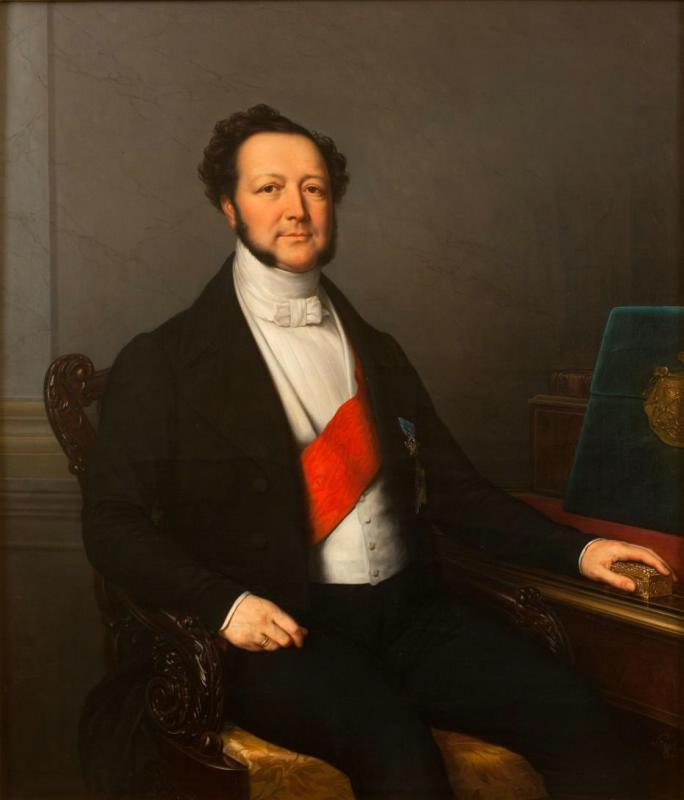
Portrait du comte Ivan Vorontsov-Dachkov.

Cependant le domaine est délaissé dans la première décennie du XIXe siècle, le parc est à l'abandon et le manoir est pillé par les armées napoléoniennes en 1812. C'est au début des années 1840 que le comte décide de faire reconstruire les lieux et il engage un architecte suisse à la mode, Bernhard Simon. Des fonds importants sont alloués par la mère du propriétaire, la comtesse Irina Vorontsova-Dachkova. Bernhard Simon soumet un plan dans le style éclectique, les quatre façades étant traitées individuellement. Le manoir possède du côté nord une entrée d'honneur avec un escalier de style baroque permettant d'y faire entrer des attelages. Le côté sud avec sa grande balustrade donne sur la rivière Bykovka et est décoré de pilastres et de colonnes classiques avec des cariatides. une tour est élevée du côté ouest avec un observatoire et une horloge. Les fenêtres du côté est ouvrent sur le parc avec un balcon-tambour; c'est le côté de la maîtresse de maison. Les armes des Vorontsov-Dachkov sont visibles sur l'attique du côté nord et du côté sud, représentant un bouclier surmonté d'un ange et d'un canon dans la partie supérieure (blason des princes Dachkov) et dans la partie inférieure des lys et des roses (symboles des comtes Vorontsov). La devise de la famille est écrite en latin: «Semper immota fides» (La foi est toujours inébranlable),.
L'architecte reconçoit entièrement l'intérieur. Fondamentalement, il voulait effectuer la jonction du néo-gothique anglais et de la Renaissance italienne, mais l'abondance d'éléments décoratifs fait référence au rococo. Le manoir possède une riche collection d'objets d'art : une frise avec des portraits de représentants de la famille Vorontsov est placée sous le plafond de la nouvelle salle à manger, des sculptures sont situées le long de l'escalier d'honneur, des cheminées décoratives montre une finition sculptée unique. En plus des trésors d'art, le manoir possède alors une vaste bibliothèque,.
Le parc est également réaménagé: le tracé des allées est changé, un nouvel étang est creusé devant le pavillon de l'Ermitage et l'orangerie de la fin du XVIIIe siècle est restaurée avec des modifications. Bernhard Simon bâtit aussi une ferme suisse au bord de la rivière Bykovka avec une laiterie dont les produits (beurre, fromages à la suisse, lait) étaient expédiés à Moscou par chemin de fer, ainsi qu'une porcherie; aujourd'hui il se trouve à cet emplacement un centre commercial à côté des anciens pâturages se trouve la rue Fedotov de la ville de Joukovski. Le domaine cultivait aussi du seigle d'hiver, de l'avoine, du maïs, betteraves, choux, carottes, etc. Il y avait même une petite vigne sous serres. On faisait croître des ananas et des pêches dans l'orangerie, comme le rapporte Margarita Morozova dans ses Mémoires.

### Propriété des Iline
La famille Iline est la dernière propriétaire du domaine de Bykovo. L'ingénieur Nikolaï Iline, copropriétaire de la première ligne de chemin de fer privée de la Compagnie des chemins de fer de Kazan, achète le domaine et le village en 1874 au comte Illarion Vorontsov-Dachkov,,. Margarita Morozova décrit ainsi la propriété: « Bykovo était alors un domaine merveilleux. Il y avait une magnifique maison-palais (construite par Bajenov) comme un château, en brique rouge garnie de pierre blanche. D'immenses terrasses s'étendaient autour de la maison et dans la maison, il y avait d'immenses salons magnifiques. Le manoir se dressait en haut d'une colline; en contrebas on trouvait un étang, de l'autre côté duquel l'on voyait le vieux pavillon blanc de l'Ermitage avec des colonnes. Tout autour un grand parc descendait jusqu'à la Moskova. De l'entrée du domaine, il y avait une allée menant à la grande maison, d'un côté s'étendaient des serres et des orangeries, et je me souviens qu'elles étaient pleines d'ananas et de pêches; de l'autre côté de l'allée se trouvaient d'immenses jardins de fraises et de baies diverses. ».
De 1891 à la Révolution d'Octobre, le domaine appartient au fils d'Iline, l'historien Andreï Nikolaïevitch Iline,. Le petit-fils de Nikolaï Iline, Mikhaïl Iline (1903-1981), y a passé son enfance et il est devenu ensuite un historien de l'architecture réputé et un spécialiste fameux de Bajenov.

### XXesiècle

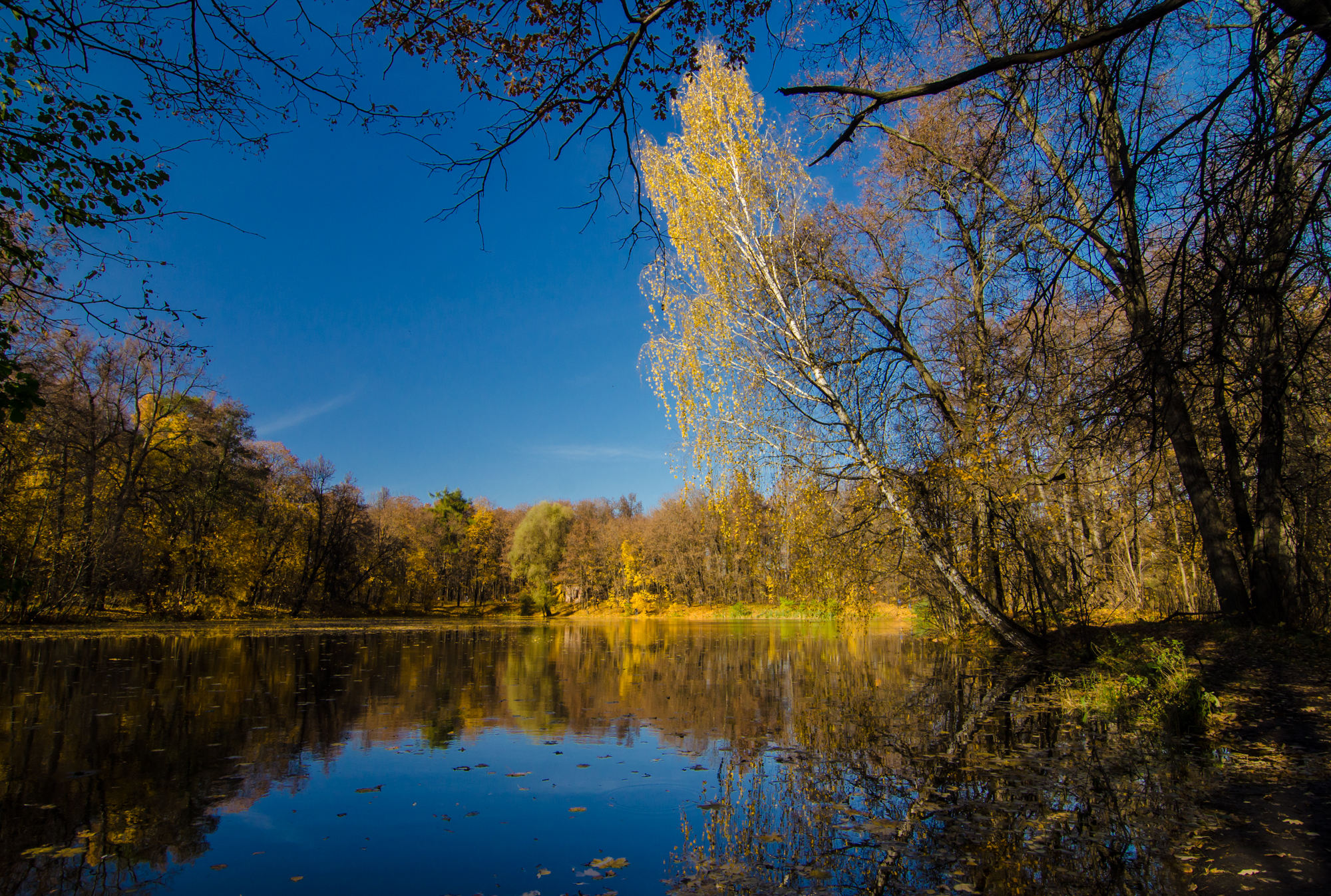
Le parc en automne.

Après la Révolution d'Octobre, le domaine est confisqué et nationalisé. On y installe dans les années 1920 un refuge pour l'enfance en déshérence, puis une école de sapeurs-mineurs. Le décor intérieur se détruit peu à peu et la bibliothèque est dispersée, les cheminées sont volées et le décor de l'étage supérieur disparaît complètement. Quelques objets sont transmis au fond des musées, au musée local de Ramenskoïe; mais la plupart disparaissent ou sont détruits. L'on ne trouve trace du portrait de la princesse Vorontsov-Dachkov par Dmitri Levitski, sans doute vendu à l'étranger et disparu depuis,. Après 1930, le pavillon de l'Ermitage est démoli, ainsi que l'obélisque érigé en l'honneur de la visite de l'impératrice Catherine II et la colonne de Paul Ier. Les grandes écuries tombent en ruines et son démontées ainsi que la grotte servant de glacière et le pont aux grotesques. Les communs avec les cuisines dus à Kazakov sont reconstruits et perdent nombre de détails architecturaux originels en pierre blanche.
Après la Grande Guerre patriotique, le domaine avec son parc est transféré à la juridiction de la 4e direction du ministère de la santé de l'URSS. On y installe pendant plus de trente ans un sanatorium pour soigner les tuberculeux. Le manoir abrite alors une bibliothèque et une salle de culture physique thérapeutique, ainsi que des salles de soins préventifs, et les archives médicales de l'établissement. Les salles avec les malades étaient situées dans les autres bâtiments du sanatorium, dans des maisons temporaires en bois. Au milieu des années 1980, le sanatorium était toujours en activité, mais le territoire du domaine était ouvert à tous. Une rotonde de pierre blanche construite à cette époque est conservée dans le parc, près de l'étang rond, et l'orangerie en partie.
Le complexe architectural de Bykovo est inscrit en 1960 au patrimoine architectural protégé au niveau de la RSFSR. Des travaux de restauration commencent au milieu des années 1960. Le parc, quant à lui, commence à être réhabilité dans les années 1980; mais la plupart de ces projets manquent de financement par la suite et cessent. La salle centrale de l'orangerie disparaît pour servir à du matériel de construction...

## XXIesiècle

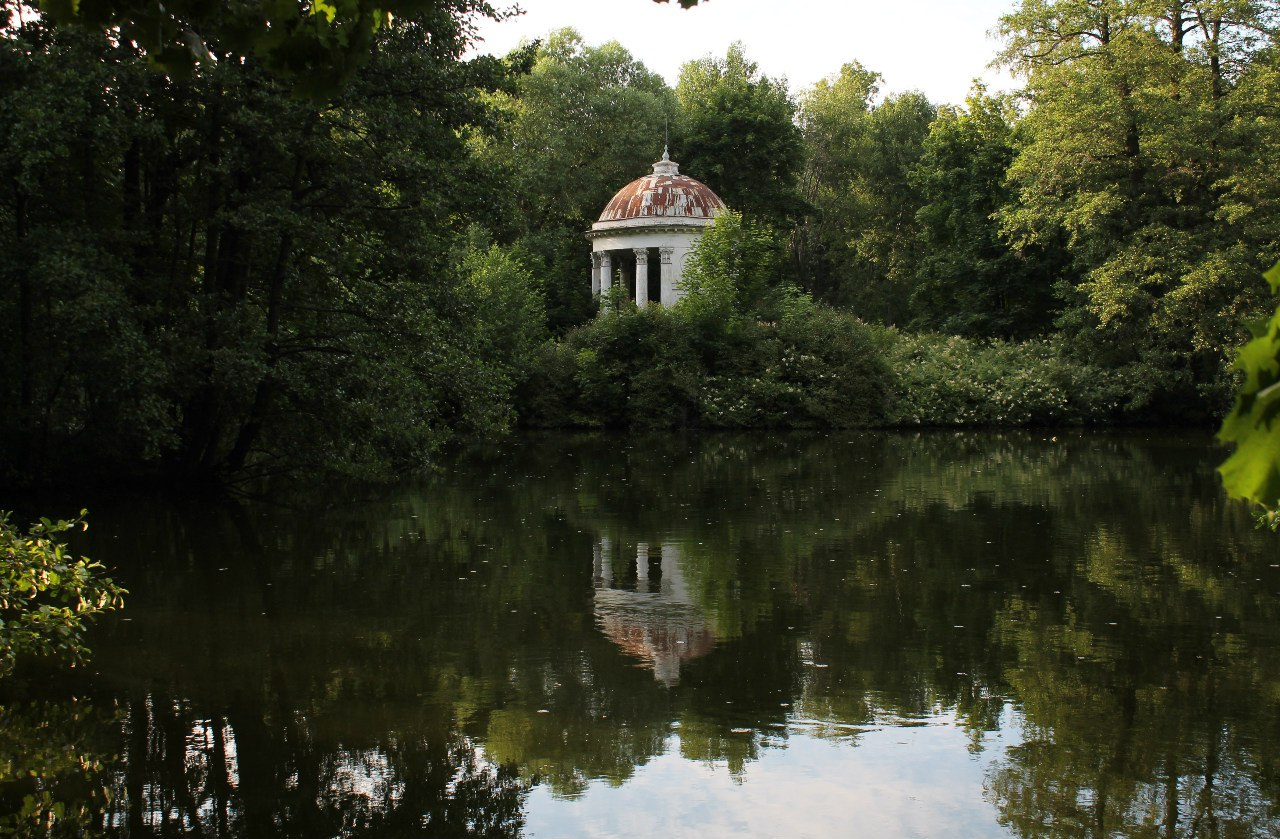
La rotonde au bord de l'étang.

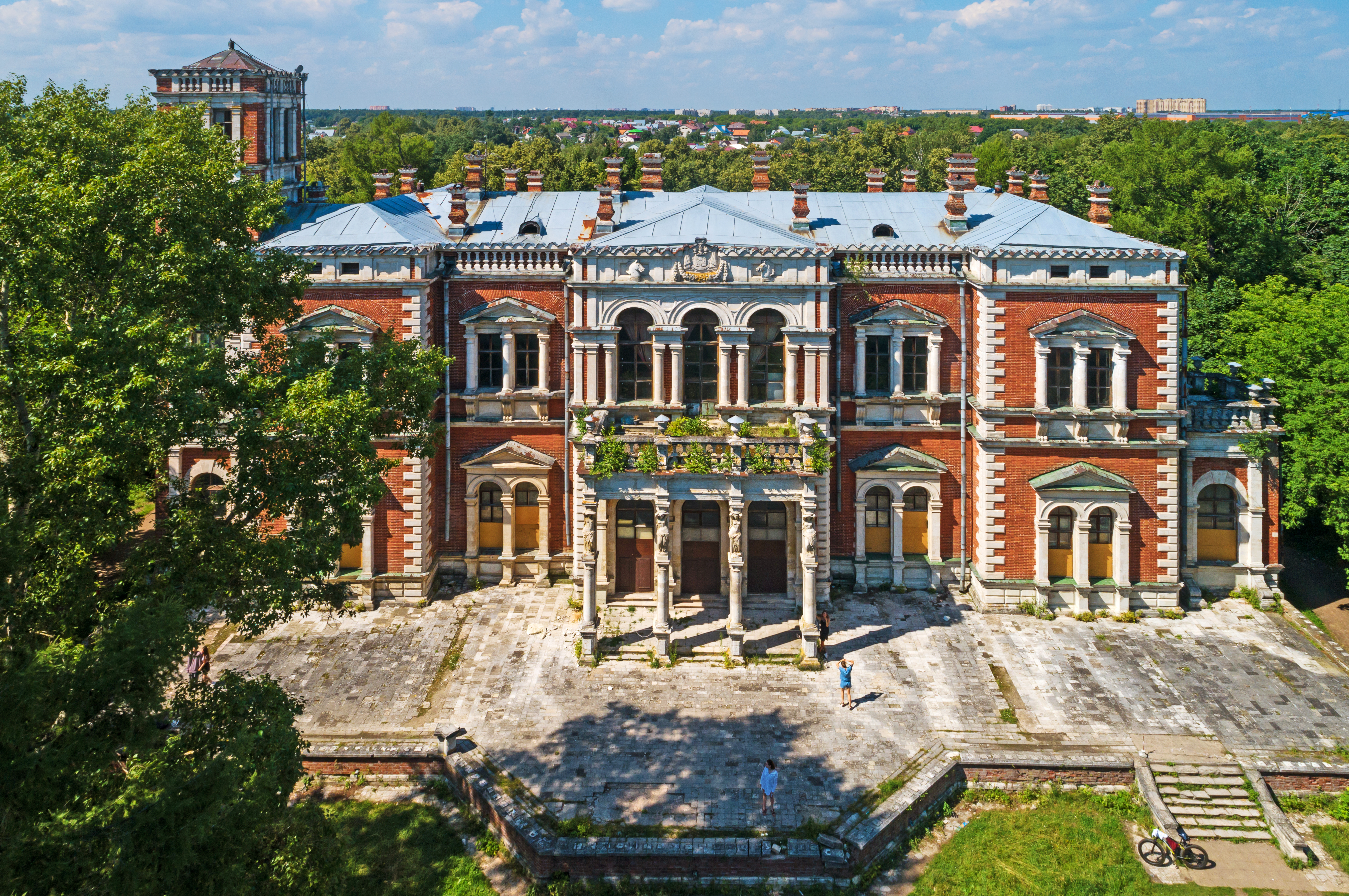
Vue du manoir de Bykovo.

Pendant de longues années, le domaine est inaccessible aux journalistes et aux médias, sous le prétexte que son territoire pourrait être contaminé par le bacille de Koch, vingt cinq ans après. Il est prévu que le domaine soit vendu aux enchères en 2015. Les représentants de la Société panrusse pour la protection des monuments historiques et culturels expriment leur préoccupation concernant la conservation du domaine: l'église et le manoir ne sont en effet entretenus que par les forces de volontaires locaux. Sous la direction de l'historienne Maria Marina, un projet est développé pour faire du domaine un centre touristique et culturel et un centre communautaire éducatif. Mais ce projet est freiné à cause de difficultés bureaucratiques, car les bâtiments appartiennent à différentes administrations dont aucune ne veut prendre la responsabilité de la préservation du monument,,. La journaliste de télévision et designer paysagiste, Vita Bounina, joue un grand rôle avec l'historien de l'architecture Ilia Poutiatine, afin de faire cesser les actes de vandalisme et d'attirer l'attention du public, ainsi que des spécialistes (historiens d'art, historiens d'histoire locale, représentants du monde de la culture) sur le sort de Bykovo. Un livre paraît en 2017 sous le titre de L'Architecte Bajenov à Joukovski qui présente de la documentation sur Bykovo.
Au cours des sept dernières années, le groupe de bénévoles « Manoir de Bykovo - Projet de régénération », est actif à Bykovo et engagé dans la préservation et l'attention au sort du domaine, monument architectural exceptionnel de la région de Moscou. Des événements y ont lieu animés par les bénévoles: petits festivals thématiques, concerts, promenades guidées, master-class pour enfants et adultes...Ils bénéficient du soutien de l'administration de Ramenskoïe et de l'agence de préservation des monuments historiques et culturels. En novembre 2021, le projet SAVEBYKOVO (sauvez Bykovo) en la personne d'Alexandre Loukine, a reçu le prix du gouverneur, ce qui permet d'ajouter une somme à l'entretien des 30 hectares du parc.

## Bibliographie

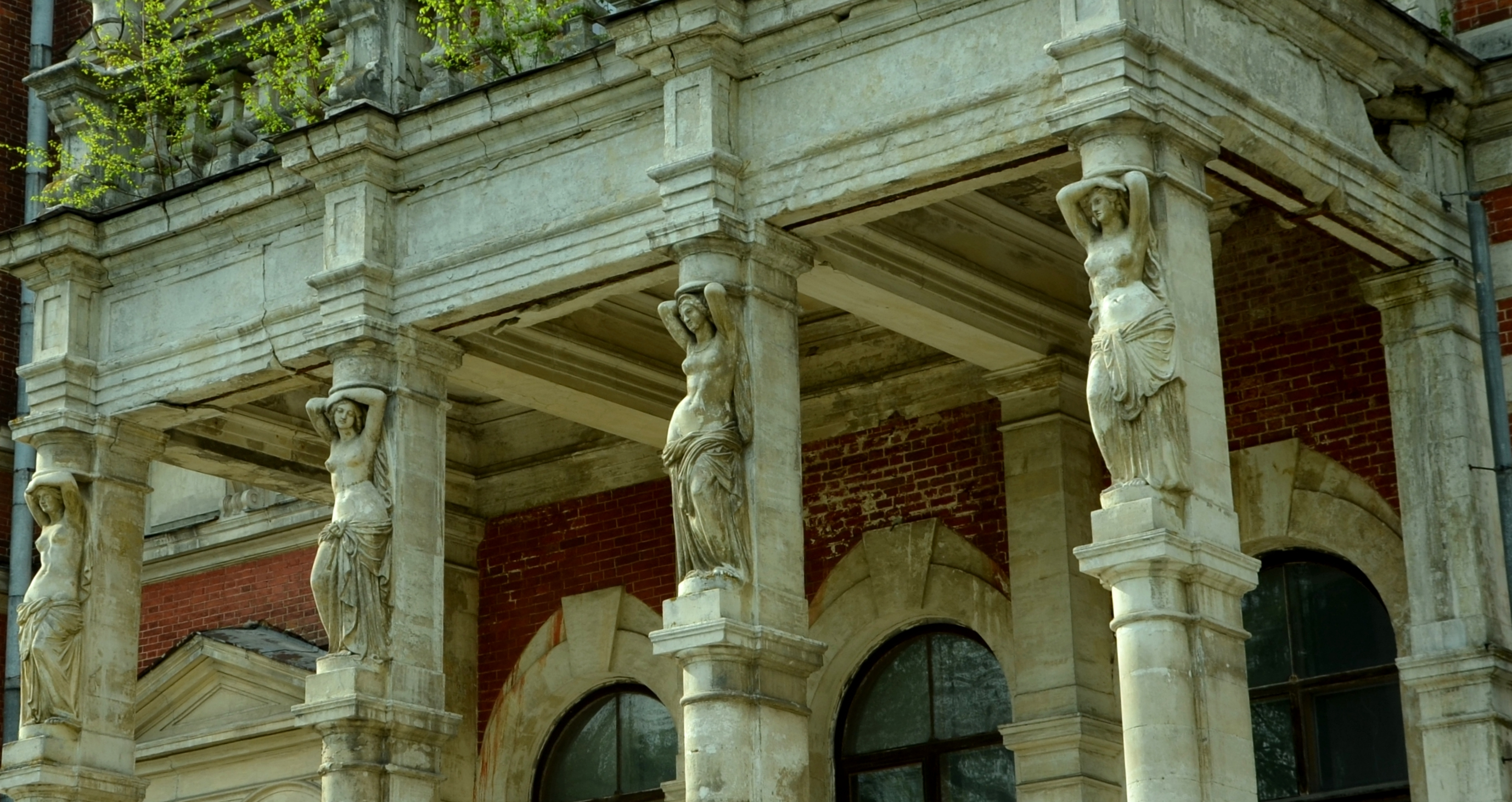
Les cariatides du grand balcon.